# Охоцимский, Виктор Николаевич
Виктор Николаевич Охоцимский (17 [29] октября 1880, Карапчанка — 1942, Орёл) — российский и советский учёный-правовед и историк, профессор Иркутского, Томского и Саратовского университетов.

## Биография
Виктор Николаевич Охоцимский родился 29 октября 1880 года в с. Карапчанка Киренского уезда Иркутской губернии.
- 1909 год — 1913 год — учёба на юридическом факультете Томского Императорского университета.
- С 17 октября 1913 года — преподаватель Томского университета.
- 1916 год — защита магистерской диссертации в Казанском университете под руководством профессора Г. Ф. Дормидонтова.
- С 14 марта 1917 года — приват-доцент Томского университета по кафедре римского права.
- С 18 октября 1918 года — доцент кафедры римского права Иркутского университета.
- 1920 год — профессор.
- 1 июля 1920 года — 26 июля 1922 года — профессор, заведующий кафедрой частного права факультета общественных наук Томского университета.
- 1923 год — 1924 год — преподаватель по курсу гражданского права Сибирских высших кооперативно-муниципальных курсов (Томск), юрисконсульт ряда предприятий Томска.
- 1925 год — юрисконсульт на ряде предприятий Омска.
- 1926 год — 1927 год — профессор кафедры хозяйственного права Иркутского университета.
- 1 августа 1927 года — 28 января 1931 года — профессор кафедры хозяйственного права факультета права и местного хозяйства Саратовского университета.
- 28 января 1931 года — отстранен от преподавания «вследствие идеологического несоответствия преподаванию».
- 1931 год — 1 октября 1935 года — юрисконсульт на предприятиях Саратова.
- С 1 октября 1935 года — профессор кафедры истории древнего мира и археологии исторического факультета Саратовского университета.

В сентябре 1937 года после ареста декана исторического факультета Саратовского университета профессора П. С. Рыкова подвергся резкой критике со стороны нового руководства факультета как «враг народа», после чего арестован органами НКВД по обвинению в контрреволюционной деятельности. 22 декабря 1937 года осужден по ст. 58 УК РСФСР к 10 годам исправительно-трудовых лагерей. Скончался в 1942 году в Орловской тюрьме. Реабилитирован 19 июля 1957 года Верховным судом СССР.

## Семья
- Отец — Охоцимский Николай Матвеевич — учитель Карапчанского приходского училища, затем работник связи.
- Мать — дочь сельского псаломщика.
- Жена — Охоцимская Феодосия.
  - Дочь — Охоцимская Неонила Викторовна.
  - Дочь — Охоцимская Мария Викторовна.

## Основные труды
- Охоцимский В. Н. Социализм и частное право (вступительная лекция). — Томск, 1917. — 18 с.
- Охоцимский В. Н. Атомистическое право: пробная лекция, читанная в заседании юридического факультета Томского университета 7 февраля 1917 г.. — Томск, 1917.
- Охоцимский В. Н. Сделки по телефону // Еженедельник советской юстиции : журнал. — 1925. — 9 ноябрь (№ 42/43). — С. 1326—1328.
- Охоцимский В. Н. Теория целевого права // Еженедельник советской юстиции : журнал. — 1926. — № 2 (60). — С. 60—64.
- Охоцимский В. Н. Основные моменты исполнения по обязательствам. Очерк по теории и истории обязательственного права // Учёные записки Саратовского государственного университета : сборник. — Саратов: Тип. № 2 Крайполиграфпрома, 1929. — Т. 7, вып. 1. — С. 77—101.